# Марк Анний Либон (консул-суффект 161 года)
Марк Анний Либон (лат. Marcus Annius Libo) — римский государственный деятель второй половины II века.
Либон был сыном консула 128 года, дяди императора Марка Аврелия и Рупилии Фаустины. В 161 году Либон занимал должность консула-суффекта с Квинтом Камузием Нумизием Юниором, а затем, в 162 году, стал наместником Сирии, где он и скончался около 163 года при загадочных обстоятельствах.
У него было двое детей: Марк Анний Либон, бывший в 162 году легатом Сирии при отце и, возможно, кем-то отравленный; Анния Фундания Фаустина, супруга консула 176 года Тита Помпония Прокула Витразия Поллиона.